# لیورمور فالز (حوزه سرشماری)، مین
لیورمور فالز (به انگلیسی: Livermore Falls) یک منطقهٔ مسکونی در ایالات متحده آمریکا است که در شهرستان آندروسکوجین، مین واقع شده‌است. لیورمور فالز ۳٫۴ کیلومتر مربع مساحت و ۱٬۵۹۴ نفر جمعیت دارد و ۱۲۴ متر بالاتر از سطح دریا واقع شده‌است.